# Muestreo teórico
El muestreo teórico o teoría fundamentada es una metodología de investigación frecuentemente asociada con las ciencias sociales, como por ejemplo la psicología. Fue desarrollada por los sociólogos Barney Glaser (n.1930) y Anselm Strauss (1916-1996). Su colaboración en la investigación de pacientes que morían en el hospital les llevó a escribir el libro “Conciencia de morir” (Awareness of Dying). En esta investigación, ellos desarrollaron el método comparativo contrastante, posteriormente conocido como muestreo teórico. El muestreo teórico fue desarrollado como una metodología sistemática cuyo nombre refleja la generación de teoría y datos. Cuando se siguen los principios del muestreo teórico, un investigador que aborda esta metodología formula una teoría, ya sea sustantiva o formal, sobre el fenómeno que se está estudiando y que se va a evaluar.
Desde su publicación original en 1967, Glaser y Strauss difieren acerca de cómo hacer muestreos teóricos. Esta división sucedió después de que Strauss publicara El Análisis Cualitativo para Científicos Sociales (1987). Poco después, en 1990 Strauss publicó en coautoría con Juliet Corbin sus Fundamentos de la Investigación Cualitativa: Procedimientos y Técnicas de Muestreo Teórico (Basics of the Qualitative Research: Grounded Theory Procedures and Tecniques). A esto le siguió una refutación de Glaser (1992) que capítulo por capítulo resaltaba las diferencias con lo que él argumentaba era la teoría original del MT y de acuerdo con él por qué lo que Strauss había escrito no podía considerarse muestreo teórico. Las divergencias en la metodología MT es el tema de un extenso debate académico que Glaser (1998) denomina “lucha retórica”.
Según Kelle (2005), “la controversia entre Glaser y Strauss se reduce a la pregunta de si el investigador usa un “paradigma de codificación” bien definido y siempre busca sistemáticamente las “condiciones causales”, “fenómeno/contexto”, “condiciones de intervención”y “consecuencias” en los datos, o si los códigos teóricos que emergen se emplean al mismo tiempo que los códigos sustantivos que emerjan, creando un inmenso fondo de familias de codificación.
Las dos estrategias tienen sus pros y sus contras: los novicios que desean obtener un consejo claro sobre cómo estructurar datos materiales se contentarán con el uso del paradigma de codificación. Puesto que el paradigma consta de términos teóricos, los cuales llevan un limitado contenido empírico, el riesgo de que los datos sean modificados en su aplicación no es muy alto. Sin embargo, debe tenerse en cuenta que está encadenado a cierta perspectiva micro social.
Una versión contemporánea del muestreo teórico, el muestreo teórico constructivista, se basa en el trabajo previo de Glaser y Strauss, pero representa una revisión y mejora de los principios del método. Esta versión se distingue particularmente del enfoque objetivista de Glaser. El enfoque constructivista adopta así los principios del muestreo teórico original, pero también tiene en cuenta los desarrollos metodológicos en la investigación cualitativa en las últimas décadas. Como resultado, una actitud constructivista hacia el proceso y el producto de la investigación difiere de la primera versión del muestreo teórico en los textos de Glaser y Strauss. Importantes contribuciones al muestreo teórico constructivisto provienen en particular de Kathy Charmaz. En una entrevista, Charmaz dijo una vez: “La metodología del muestreo teórico [de Glaser y Strauss] había sido atacada. La crítica posmoderna de la investigación cualitativa había debilitado su legitimidad, y los analistas narrativos criticaron la metodología del muestreo teórico por fragmentar las narrativas de los participantes. Por lo tanto, la metodología del muestreo teórico gradualmente llegó a ser considerada una metodología obsoleta, y algunos investigadores abogaron por su abandono.” Si bien estuvo de acuerdo con algunas de las críticas epistemológicas, Charmaz sintió que algunas de las estrategias del muestreo teórico, como la codificación, la redacción de memorandos y el muestreo teórico, seguían siendo excelentes herramientas incluso para un enfoque constructivista.